# Walter Kallweit
Walter Kallweit (* 23. November 1921 in Königsberg; † 8. November 2001 in Bremen) war ein deutscher Politiker und Mitglied der Bremischen Bürgerschaft (SPD).

## Biografie
Kallweit war als Rohrschlosser in Bremen tätig. Längere Zeit war er freigestelltes Mitglied des Betriebsrats.
Er war Mitglied im SPD-Ortsverein Bremen - Blumenthal und in verschiedenen Funktionen aktiv. Er war für die SPD von 1978 bis 1987 in der 9., 10. und 11. Wahlperiode neun Jahre lang Mitglied der Bremischen Bürgerschaft und in der Bürgerschaft in verschiedenen Deputationen tätig.
Er wurde auf dem Friedhof Blumenthal beerdigt.